# Mercedes-Benz W143
La sigla W143 identifica la seconda serie della Mercedes-Benz 230, un'autovettura di fascia alta prodotta dal 1937 al 1941 dalla Casa tedesca Mercedes-Benz.

## Profilo e caratteristiche
La 230 nacque per sostituire la precedente 230 W21, della quale riprende il telaio, nato a sua volta da un progetto di Hans Nibel e rivisto dopo la morte di quest'ultimo da Max Sailer che ne prese provvisoriamente il posto. Le carrozzerie della nuova 230 erano più larghe e più lunghe rispetto al modello precedente, nonostante i primi esemplari nascessero sul telaio a passo corto della progenitrice.

Solo a partire dal 1938 arrivarono le versioni su telaio a passo lungo. In generale, però, la 230 poteva essere offerta dalla Casa in più varianti di carrozzeria: si andava dalla classica limousine alla berlina, dalla sportiveggiante roadster a due tipi di cabriolet. Si hanno notizie di alcuni esemplari di 230 con carrozzeria limousine opportunamente modificata per destinare tali esemplari ad impieghi particolari, come per esempio quello di pronto intervento medico.

La 230 era equipaggiata dal motore M143, un 2.2 litri da 55 CV in grado di spingere la vettura a 116 km/h di velocità massima. Nella versione con carrozzeria roadster, però, lo stesso motore è stato oggetto di un leggero intervento, grazie al quale la potenza massima raggiungeva 58 CV, con velocità massima che arrivava a 122 km/h.

Poche erano le differenze tecniche tra la 230 W21 e la 230 W143. Una delle più evidenti stava nel nuovo cambio a 4 marce (il modello precedente aveva un cambio a 3 marce più una quarta marcia con funzione di overdrive.

Rimanevano invariate le sospensioni a ruote indipendenti con avantreno a balestre trasversali e retrotreno a semassi oscillanti. L'impianto frenante era idraulico, della Ate-Lockheed, ed era a quattro tamburi.

La 230 fu la Mercedes-Benz che vide l'inizio della rivalità commerciale con la BMW, all'epoca una giovane Casa automobilistica con soli otto anni di attività nel settore automobilistico, la quale proponeva ben tre modelli con motorizzazioni intorno ai due litri, ossia la 320, la 326 e la 327. Tale rivalità perdura ancora ai giorni nostri più accesa che mai. Ma anche la Casa della Stella a tre Punte aveva una freccia da scoccare e nel 1938, oltre a lanciare, come già detto, la versione a passo lungo, lanciò anche la 230 W153, in pratica una 230 più moderna, con un telaio completamente nuovo ed anche un nuovo motore da 2.3 litri. Tale modello sarebbe stato prodotto parallelamente alla 230 W143 fino al 1941, anno in cui la W143 venne tolta di produzione. A quel punto la W153 sarebbe stata prodotta al posto della W143 per altri due anni e quindi può essere considerata di fatto l'erede della W143.

In totale sono stati prodotti 20.290 esemplari di 230 W143.